# Josh Giddey
Joshua James Giddey, né le 10 octobre 2002 à Melbourne, est un joueur australien de basket-ball évoluant au poste de meneur et mesurant 2,01 m.

## Biographie

### Adelaide 36ers (2020-2021)
Josh Giddey commence sa carrière avec les Adelaide 36ers en NBL, pendant la saison 2020-2021 il est élu rookie de l'année du championnat australien.

### Thunder d'Oklahoma City (2021-2024)
Le 27 avril 2021, il se présente officiellement pour la draft 2021 où il est attendu parmi les quinze premiers choix. Il est choisi en 6e position par le Thunder d'Oklahoma City. Il est élu rookie du mois de la Conférence Ouest de la NBA pour le mois d'octobre/novembre en compagnie de Evan Mobley pour la conférence Est.
Le 2 janvier 2022, il devient le plus jeune joueur de l'histoire de la NBA (19 ans et 84 jours) à réaliser un triple-double (au moins 10 unités dans 3 caractéristiques) lors d'une défaite 95 à 86 face aux Mavericks de Dallas avec 17 points, 13 rebonds, 14 passes décisives et 4 interceptions.
Le 17 février 2022, face aux Spurs de San Antonio, il enregistre son troisième triple-double de suite avec 17 points, 10 rebonds et 10 passes décisives, pour un rookie c’est un record qui datait d’Oscar Robertson et sa saison 1960-1961.
Giddey termine sa première saison avec des moyennes de 12,5 points, 6,4 passes décisives et 7,8 rebonds. Malgré quatre récompenses de rookie du mois de la conférence Ouest (octobre/novembre, décembre, janvier et février), étant le 13e joueur de l'histoire de la NBA à avoir réalisé cette performance, il n'est pas nommé dans le meilleur cinq des rookie de l'année, les votants préférant notamment Jalen Green, l'arrière des Rockets de Houston. Il est sélectionné dans la NBA All-Rookie Second Team.
En novembre 2023, Josh Giddey est accusé par un compte anonyme sur les réseaux sociaux d'avoir eu une relation avec une mineure. Giddey est l'objet de deux enquêtes (de la part de la police de Newport Beach en Californie et de la part de la NBA),,. Après enquête, la police considère qu'elle n'a pas trouvé d'élément pour corroborer les accusations et décide de ne pas déposer plainte contre Giddey. La NBA clôt son enquête en mai 2024,.
En janvier 2024, Giddey est l'objet de différentes rumeurs quant à un possible échange. Le 11 janvier 2024, face aux très faibles Trail Blazers de Portland, Giddey réalise un triple-double (13 points, 10 rebonds, 12 passes décisives) en 22 minutes sur le terrain. Le Thunder remporte le match avec 62 points d'avance (139-77). Giddey est l'un des trois joueurs à réaliser un triple-double en moins de 22 minutes sur le terrain dans les 40 dernières saisons.
Le Thunder termine la saison en première place de la Conférence Ouest, mais est éliminé en demi-finale de conférence des Playoffs 2024 par les Dallas Mavericks 4 à 2. En difficulté dans cette série, notamment sur les tirs de loin, Giddey sort même du cinq de départ pour la première fois de sa carrière lors de cette série.

### Bulls de Chicago (depuis 2024)
Le 20 juin 2024, il est envoyé aux Bulls de Chicago en échange d'Alex Caruso.

## Palmarès

### NBL
- NBL Rookie of the Year en 2021.

### NBA
- NBA All-Rookie Second Team en 2022.

## Statistiques

### NBL
Les statistiques de Josh Giddey en matchs universitaires sont les suivantes :
| Saison    | Équipe   | Matchs | Titul. | Min./m | % Tir | % 3pts | % LF | Rbds/m. | Pass/m. | Int/m. | Ctr/m. | Pts/m. |
| --------- | -------- | ------ | ------ | ------ | ----- | ------ | ---- | ------- | ------- | ------ | ------ | ------ |
| 2020-2021 | Adelaide | 28     | 26     | 32,1   | 42,5  | 29,3   | 69,1 | 7,30    | 7,60    | 1,10   | 0,40   | 10,90  |
| Carrière  | Carrière | 28     | 26     | 32,1   | 42,5  | 29,3   | 69,1 | 7,30    | 7,60    | 1,10   | 0,40   | 10,90  |

### NBA

#### Saison régulière
| Saison    | Équipe        | Matchs | Titul. | Min./m | % Tir | % 3pts | % LF | Rbds/m. | Pass/m. | Int/m. | Ctr/m. | Pts/m. |
| --------- | ------------- | ------ | ------ | ------ | ----- | ------ | ---- | ------- | ------- | ------ | ------ | ------ |
| 2021-2022 | Oklahoma City | 54     | 54     | 31,5   | 41,9  | 26,3   | 70,9 | 7,80    | 6,40    | 0,90   | 0,40   | 12,50  |
| 2022-2023 | Oklahoma City | 76     | 76     | 31,1   | 48,2  | 32,5   | 73,1 | 7,90    | 6,20    | 0,80   | 0,40   | 16,60  |
| 2023-2024 | Oklahoma City | 80     | 80     | 25,1   | 47,5  | 33,7   | 80,6 | 6,40    | 4,80    | 0,60   | 0,60   | 12,30  |
| 2024-2025 | Chicago       | 70     | 69     | 30,2   | 46,5  | 37,8   | 78,1 | 8,10    | 7,20    | 1,20   | 0,60   | 14,60  |
| Carrière  | Carrière      | 280    | 279    | 29,3   | 46,4  | 33,0   | 76,4 | 7,50    | 6,10    | 0,90   | 0,50   | 14,10  |

#### Playoffs
| Saison   | Équipe        | Matchs | Titul. | Min./m | % Tir | % 3pts | % LF | Rbds/m. | Pass/m. | Int/m. | Ctr/m. | Pts/m. |
| -------- | ------------- | ------ | ------ | ------ | ----- | ------ | ---- | ------- | ------- | ------ | ------ | ------ |
| 2024     | Oklahoma City | 10     | 8      | 18,1   | 45,3  | 35,3   | 87,5 | 3,60    | 2,10    | 0,20   | 0,40   | 8,70   |
| Carrière | Carrière      | 10     | 8      | 18,1   | 45,3  | 35,3   | 87,5 | 3,60    | 2,10    | 0,20   | 0,40   | 8,70   |

## Records sur une rencontre en NBA
Les records personnels de Josh Giddey en NBA sont les suivants, :
| Type de statistique        | Saison régulière | Saison régulière                  | Saison régulière |
| Type de statistique        | Record           | Adversaire                        | Date             |
| -------------------------- | ---------------- | --------------------------------- | ---------------- |
| Points                     | 31               | Hornets de Charlotte              | 28 mars 2023     |
| Paniers marqués            | 14               | Hornets de Charlotte              | 28 mars 2023     |
| Paniers tentés             | 22               | 2 fois                            | 2 fois           |
| Paniers à 3 points réussis | 5                | @ Pelicans de La Nouvelle-Orléans | 26 mars 2024     |
| Paniers à 3 points tentés  | 11               | @ Nets de Brooklyn                | 13 janvier 2022  |
| Lancers francs réussis     | 9                | Suns de Phoenix                   | 21 février 2025  |
| Lancers francs tentés      | 9                | Suns de Phoenix                   | 21 février 2025  |
| Rebonds offensifs          | 6                | 2 fois                            | 2 fois           |
| Rebonds défensifs          | 14               | 2 fois                            | 2 fois           |
| Rebonds totaux             | 19               | Trail Blazers de Portland         | 4 avril 2025     |
| Passes décisives           | 17               | 2 fois                            | 2 fois           |
| Interceptions              | 8                | @ Lakers de Los Angeles           | 22 mars 2025     |
| Contres                    | 3                | Trail Blazers de Portland         | 11 janvier 2024  |
| Balles perdues             | 7                | @ Knicks de New York              | 14 février 2022  |
| Minutes jouées             | 40               | Pacers de l'Indiana               | 28 janvier 2022  |

- Double-double : 81
- Triple-double : 18

Dernière mise à jour : 9 avril 2025